# Antonio José González Zumárraga
Antonio José González Zumárraga (Pujili, 18 marzo 1925 – Quito, 13 ottobre 2008) è stato un cardinale e arcivescovo cattolico ecuadoriano.

## Biografia
Il 17 maggio 1969 fu eletto vescovo titolare di Tagarata e vescovo ausiliare di Quito. Fu consacrato il 15 giugno dello stesso anno a Quito dal cardinale Pablo Muñoz Vega assistito dagli arcivescovi Manuel Jesús Serrano Abad e Bernardino Echeverría Ruiz.
Il 30 gennaio 1978 fu nominato vescovo di Machala, dopo essere stato per due anni amministratore apostolico della medesima sede.
Il 28 giugno 1980 fu promosso arcivescovo coadiutore di Quito, con diritto di successione. È stato quindi arcivescovo di Quito dal 1º giugno 1985 al 21 marzo 2003, quando si è dimesso per raggiunti limiti di età. Dall'11 novembre 1995 godette del titolo di primate dell'Ecuador.
Papa Giovanni Paolo II lo innalzò alla dignità cardinalizia nel concistoro del 21 febbraio 2001 e gli concesse il titolo di Santa Maria in Via.
Morì a Quito la mattina del 13 ottobre 2008 all'età di 83 anni per un cancro allo stomaco.
Le esequie si sono tenute il 14 ottobre nella cattedrale di Quito nella cui cripta è stato poi sepolto.

## Genealogia episcopale e successione apostolica
La genealogia episcopale è:
- Cardinale Scipione Rebiba
- Cardinale Giulio Antonio Santori
- Cardinale Girolamo Bernerio, O.P.
- Arcivescovo Galeazzo Sanvitale
- Cardinale Ludovico Ludovisi
- Cardinale Luigi Caetani
- Cardinale Ulderico Carpegna
- Cardinale Paluzzo Paluzzi Altieri degli Albertoni
- Papa Benedetto XIII
- Papa Benedetto XIV
- Papa Clemente XIII
- Cardinale Marcantonio Colonna
- Cardinale Giacinto Sigismondo Gerdil, B.
- Cardinale Giulio Maria della Somaglia
- Cardinale Carlo Odescalchi, S.I.
- Cardinale Costantino Patrizi Naro
- Cardinale Lucido Maria Parocchi
- Papa Pio X
- Papa Benedetto XV
- Papa Pio XII
- Cardinale Carlo Confalonieri
- Cardinale Pablo Muñoz Vega, S.I.
- Cardinale Antonio José González Zumárraga

La successione apostolica è:
- Vescovo Germán Trajano Pavón Puente (1989)
- Arcivescovo Antonio Arregui Yarza (1990)
- Vescovo Miguel Angel Aguilar Miranda (1991)
- Vescovo Frumencio Escudero Arenas (1992)
- Vescovo Carlos Anibal Altamirano Argüello (1994)
- Vescovo Julio César Terán Dutari, S.I. (1995)
- Vescovo Luis Antonio Sánchez Armijos, S.D.B. (2002)